# Gnojno (województwo warmińsko-mazurskie)
Gnojno – wieś w Polsce położona w województwie warmińsko-mazurskim, w powiecie działdowskim, w gminie Działdowo.
W latach 1975–1998 miejscowość administracyjnie należała do województwa ciechanowskiego.